# 奥斯特维茨
奥斯特维茨是奥地利施蒂利亚州德意志兰茨贝格县的一个市镇。总面积45.36平方公里，总人口158人，人口密度3.5人/平方公里（2001年）。